# كتاب الرايخ الثالث
كتاب الرايخ الثالث (Das Dritte Reich) هو كتاب اصدر عام 1923 للمؤلف الألماني آرثر مولر فان دن بروك الذي أثرت أيديولوجيته بشدة في الحزب النازي. لقد صاغ الكتاب "نموذجًا" للتمكين الوطني ، والذي وجد العديد من المؤيدين الراغبين في ألمانيا اليائسة للانتعاش من معاهدة فرساي.
بالنسبة لمولر فان دن بروك تكمن مصيبة ألمانيا الكبرى في النظام السياسي الذي أنشأته جمهورية فايمار. التي كانت لديها أحزاب تنافسية وأيديولوجيات ليبرالية. وكان مولر من المعجبين ببينيتو موسوليني ووصفة بالزعيم قوي.

## مفهوم
إن إمبراطورية آرثر مولر فان دن بروك ليست دولة بالمعنى المعتاد للكلمة ولكنها الحالة المثالية والطريقة الوحيدة التي يمكن من خلالها للشعب الألماني المشتت أن يحقق هدفًا ومصيرًا مشتركًا بالوحدة. ومع ذلك لا ينبغي أن تكون هذه دولة محدودة وكان الرايخ الثاني الذي أنشأه أوتو فون بسمارك إمبراطورية غير كاملة لأنها لم تشمل النمسا ، التي نجت من " إمبراطوريتنا الاولى الرومانية المقدسة " ، جنبًا إلى جنب مع "إمبراطوريتنا الثانية" . وفقًا للمؤلف ، "كانت إمبراطوريتنا الثانية إمبراطورية ألمانية صغيرة يجب أن نعتبرها فقط نقطة انطلاق في طريقنا إلى إمبراطورية الرايخ الجرماني الاكبر ".
فكر آرثر مولر قائم على استبدال جمهورية فايمار الضعيفة بثورة جديدة من اليمين. وفقًا لفان دن بروك. كما دعا إلى حركة سياسية جديدة تتبنى كل من الاشتراكية والقومية البروسية (الالماني). وهي شكل فريد من أشكال الفاشية الألمانية. إنه يأخذ كل تلميحاته الفلسفية من عمل نيتشه ، "الذي يقف في القطب المعاكس لفكر ماركس ". السياسي المعاصر الوحيد الذي يمتدحه قبل كل الآخرين هو بينيتو موسوليني .

## تداعيات
عشية نشر الكتاب ، أدخل فان دن بروك مقدمة كتب فيها ، "الرايخ الثالث ما هو إلا فكرة فلسفية وليس لهذا العالم ، ولكن للآخرة. يمكن أن تموت ألمانيا وهي تحلم بحلم الرايخ الثالث ". لمتابعة الفكرة الفلسفية ، كان يعتقد أن ألمانيا ستحتاج إلى Übermensch من النوع الذي وصفه نيتشه لكن الفرد لم يكن أدولف هتلر أو أي شخص آخر على قيد الحياة.
بعد فترة وجيزة من انهيار انقلاب ميونخ ، كتب: "هناك أشياء كثيرة يمكن أن تُقال ضد هتلر ، وقد قلتها أحيانًا. لكن هناك شيء واحد يجب أن تنسب إليه الفضل: إنه متعصب في إخلاصه لألمانيا. ومع ذلك ، فقد تراجعت طرقه البروليتارية البدائية. إنه لا يعرف كيف يعطي أساسًا فكريًا لحزبه النازي. كل هتلر شغوف لكنه يفتقر إلى المعنى أو التناسب. مغزى بطولي وليس بطلا. (بمعنى أوبرالي ، شخصية طموحة ولكنها في نهاية المطاف هزلية مليئة بالشفقة بدلاً من بطل حقيقي) ". لم يكن هتلر ، في نظر فان دن بروك ، موسوليني . كانت هذه الكلمات الأخيرة التي من المعروف أن المؤلف كتبها قبل انتحاره في عام 1925. 